# 최종범 (육상 선수)
최종범(1981년 8월 22일 - )은 대한민국의 원반던지기 선수다.
강원 양양 현남중학교 1학년 때 체육 교사의 권유로 처음 원반을 잡았다. 강원체육고등학교를 졸업했으며 2001년 2002년 2004년 2005년 전국 체육대회에서 우승했다. 현재 59m 68의 한국 최고 기록을 보유하고 있다.

## 대한민국 신기록
| 종목       | 기록   | 날짜         | 대회                                 | 장소                        | 종전 기록     | 기타 |
| 원반던지기 | 57m 27 | 2005, 10,15  | 전국 체육 대회                       | 대한민국 울산 종합 운동장   | 김영철(2000)  |      |
| 원반던지기 | 57m 48 | 2006, 4,24   | 제35회 종별육상경기선수권대회 일반부 | 대한민국 광주 월드컵 경기장 | 최종범(2005)  |      |
| 원반던지기 | 58m 68 | 2007, 10, 14 | 제88회 전국 체육 대회                | 대한민국 광주 월드컵 경기장 | 최종범(2006)  |      |
| 원반던지기 | 59m 68 | 2013. 06. 08 | 제67회 전국 육상 경기 선수권 대회    | 대한민국 여수 망마 경기장   | 최종범 (2007) |      |

## 개인 최고 기록
| 종목       | 기록   | 날짜         | 대회                              | 장소                      | 기타 |
| 원반던지기 | 59m 68 | 2013. 06. 08 | 제67회 전국 육상 경기 선수권 대회 | 대한민국 여수 망마 경기장 |      |